# ブギー (音楽ジャンル)
ブギー（Boogie、ポスト・ディスコ、エレクトロ・ファンクとも呼ばれる）は、ポスト・ディスコと関連するエレクトロニック・ダンス・ミュージックであるR&Bのジャンル。1970年代後期から1980年代中期にかけて、まずアメリカで出現した。ボーカルやその他のエフェクトに重点を置き、生楽器と電子楽器を組み合わせたサウンドが特徴である。後にエレクトロ・ファンクや、ハウスへと派生した。

## 概要
ブギーは、ポスト・ディスコの例にならって、一般的にディスコ音楽の「伝統的な」リズムである4つ打ちのビートを使っていない。代わりに2番目と4番目のビートに強いアクセントがあり、テンポは通常110-116BPMのミドルテンポである。ニュー・ウェイヴの技術やプロモーション的側面からの影響や、そのサブジャンルであるシンセポップからの影響を除き、ブギーはR&Bに根ざしたジャンルで、サウンド面は主にファンクから引き出している。全く異なる音楽ジャンルからの影響として、ジャズからの影響もある。
一般的なブギーの曲の特徴は、ミドルテンポの使用、スラップ・ベース（エレクトリックベース <1980年代初期〜>、シンセベース <1980年代中期〜>）、大きなハンドクラップ音、メロディカルなコード、そして特にシンセサイザーの使用などである。
この言葉はイギリスのDJノーマン・ジェイ (Norman Jay)とDez Parkesによって作られ、アフリカ系アメリカ人起源の1980年代初期のダンスミュージックの特定のジャンルを指す言葉としてeBayで使われていた。